# Mynes dertona
Mynes dertona är en fjärilsart som beskrevs av Hans Fruhstorfer 1907. Mynes dertona ingår i släktet Mynes och familjen praktfjärilar. Inga underarter finns listade i Catalogue of Life.